# Lista dos Países da Ásia por PIB (PPC)

Países da Ásia

A Ásia é o maior continente da Terra, tem 30% da superfície terrestre (44,6 milhões de km2), e é o continente mais populoso com 59% da população mundial em 2025 (4,85 bilhões de habitantes).
Esta página contém a lista dos países da Ásia, ordenada pelo tamanho do Produto Interno Bruto (PIB) em Paridade de Poder de Compra (PPC) com a maioria das referências sendo do World Economics e do Fundo Monetário Internacional em 2025 em dólares americanos. A Ásia tem 51% do PIB do planeta pela PPC em 2025 (114 trilhões de dólares).
A lista principal inclui a parte asiática dos países transcontinentais Rússia, Turquia, Egito, Cazaquistão e Indonésia e a lista TC, inclui a economia total destes países. 
Os Limites geográficos da Ásia com a Europa são os estreitos de Bósforo e Dardanelos, o mar de Mármara, o Mar Negro, o Mar Egeu e a cordilheira do Cáucaso. A Geórgia, o Azerbaijão e a Armênia estão localizados ao sul da Cordilheira do Cáucaso e por isso pertencem de facto à lista, apesar de seus laços culturais e históricos com a Europa. O Chipre, apesar de pertencer à União europeia e à zona do Euro, está localizado na Ásia. Já  o limite entre a Rússia Europeia e a Rússia Asiática são os montes Urais e entre o Cazaquistão Europeu e o Cazaquistão Asiático é o Rio Ural. 
Os limites da Ásia com a África, são o canal de Suez e o Mar Vermelho, por isso, a península do Sinai, que pertence ao Egito, fica na Ásia, enquanto o restante do Egito pertence a África. A Turquia também é um país transcontinental, uma vez que a Trácia Oriental está na parte europeia da Turquia.
A lista da população é baseada nas projeções da ONU para o ano de 2025 e foi consultada na página da worldometers.info.

### Lista de Países, Territórios e Regiões Administrativas Especiais da Ásia
| Ranque | Países                             | PIB em milhões de US (PPC) | PIB per capita em US (PPC) | População     | Área       | Ano  | Ref.                |
| ------ | ---------------------------------- | -------------------------- | -------------------------- | ------------- | ---------- | ---- | ------------------- |
| 1      | China                              | 43 203 790                 | 30 509                     | 1 416 096 000 | 9 596 960  | 2025 | [ 2 ]               |
| 2      | Índia                              | 21 883 000                 | 14 939                     | 1 464 870 000 | 3 278 981  | 2025 | [ 2 ]               |
| 3      | Japão                              | 6 770 000                  | 54 995                     | 123 103 000   | 377 915    | 2025 | [ 3 ]               |
| 4      | Indonésia Asiática★                | 5 798 953                  | 20 615                     | 281 303 800   | 1 485 861  | 2024 | [ 4 ] [ 2 ]         |
| 5      | Coreia do Sul                      | 3 390 000                  | 65 612                     | 51 667 000    | 100 432    | 2025 | [ 3 ]               |
| 6      | Arábia Saudita                     | 2 782 160                  | 80 486                     | 34 567 000    | 2 149 690  | 2025 | [ 2 ]               |
| 7      | Tailândia                          | 2 292 340                  | 32 007                     | 71 620 000    | 513 120    | 2025 | [ 2 ]               |
| 8      | Bangladesh                         | 2 183 410                  | 12 428                     | 175 687 000   | 148 460    | 2025 | [ 2 ]               |
| 9      | Vietname                           | 2 181 540                  | 21 472                     | 101 599 000   | 331 340    | 2025 | [ 2 ]               |
| 10     | Turquia Asiática ▲                 | 2 176 978                  | 29 270                     | 74 375 811    | 744 656    | 2022 | [ 5 ] [ 6 ]         |
| 11     | Paquistão                          | 2 059 720                  | 8 070                      | 255 220 000   | 881 913    | 2025 | [ 2 ]               |
| 12     | Taiwan                             | 1 930 000                  | 83 503                     | 23 113 000    | 35 980     | 2025 | [ 3 ]               |
| 14     | Irã                                | 1 882 555                  | 20 370                     | 92 418 000    | 1 648 195  | 2025 | [ 7 ]               |
| 15     | Filipinas                          | 1 839 030                  | 15 747                     | 116 787 000   | 300 000    | 2025 | [ 2 ]               |
| 16     | Rússia Asiática                    | 1 798 159                  | 49 002                     | 36 695 800    | 13 132 779 | 2022 | [ 8 ]               |
| 17     | Malásia                            | 1 780 000                  | 49 475                     | 35 978 000    | 330 621    | 2025 | [ 2 ]               |
| 18     | Emirados Árabes Unidos             | 1 093 584                  | 96 385                     | 11 346 000    | 83 600     | 2025 | [ 9 ]               |
| 19     | Singapura                          | 918 360                    | 156 423                    | 5 871 000     | 736        | 2025 | [ 3 ]               |
| 20     | Cazaquistão Asiático ◆             | 914 145                    | 45 492                     | 20 094 800    | 2 576 900  | 2024 | [ 10 ] [ 11 ] [ 2 ] |
| 21     | Iraque                             | 717 540                    | 15 260                     | 47 021 000    | 437 072    | 2025 | [ 7 ]               |
| 22     | Hong Kong                          | 597 450                    | 80 780                     | 7 396 000     | 1 114      | 2025 | [ 3 ]               |
| 23     | Israel                             | 573 880                    | 60 294                     | 9 518 000     | 20 770     | 2025 | [ 2 ]               |
| 24     | Myanmar                            | 496 480                    | 9 051                      | 54 851 000    | 676 578    | 2025 | [ 2 ]               |
| 25     | Uzbequistão                        | 460 880                    | 12 438                     | 37 053 000    | 448 978    | 2025 | [ 3 ]               |
| 26     | Sri Lanka                          | 423 200                    | 18 218                     | 23 230 000    | 65 610     | 2025 | [ 2 ]               |
| 27     | Catar                              | 401 530                    | 128 861                    | 3 116 000     | 11 586     | 2025 | [ 2 ]               |
| 28     | Azerbaijão                         | 337 800                    | 32 487                     | 10 398 000    | 86 600     | 2025 | [ 2 ]               |
| 29     | Kuwait                             | 307 810                    | 61 231                     | 5 027 000     | 17 818     | 2025 | [ 2 ]               |
| 30     | Nepal                              | 254 720                    | 8 600                      | 29 618 000    | 147 516    | 2025 | [ 2 ]               |
| 31     | Omã                                | 245 220                    | 44 626                     | 5 495 000     | 309 500    | 2025 | [ 2 ]               |
| 32     | Turquemenistão                     | 210 818                    | 27 670                     | 7 619 000     | 491 210    | 2025 | [ 7 ]               |
| 33     | Síria                              | 209 759                    | 8 187                      | 25 621 000    | 185 180    | 2022 | [ 12 ]              |
| 34     | Macau                              | 194 252                    | 140 250                    | 722 000       | 116        | 2025 | [ 7 ]               |
| 35     | Afeganistão                        | 182 800                    | 4 169                      | 43 844 000    | 652 230    | 2025 | [ 2 ]               |
| 36     | Camboja                            | 177 250                    | 9 931                      | 17 848 000    | 181 035    | 2025 | [ 2 ]               |
| 37     | Jordânia                           | 163 230                    | 14 168                     | 11 521 000    | 88 802     | 2025 | [ 13 ]              |
| 38     | Geórgia                            | 142 180                    | 37 337                     | 3 808 000     | 69 700     | 2025 | [ 2 ]               |
| 39     | Bahrein                            | 125 090                    | 76 089                     | 1 644 000     | 780        | 2025 | [ 2 ]               |
| 40     | Laos                               | 97 480                     | 12 382                     | 7 873 000     | 236 000    | 2025 | [ 2 ]               |
| 41     | Arménia                            | 92 280                     | 31 029                     | 2 974 000     | 29 743     | 2025 | [ 2 ]               |
| 42     | Iémen                              | 89 122                     | 2 221                      | 40 127 000    | 527 970    | 2025 | [ 14 ]              |
| 43     | Chipre                             | 84 652                     | 62 290                     | 1 359 000     | 9 251      | 2025 | [ 7 ]               |
| 44     | Mongólia                           | 82 860                     | 23 560                     | 3 517 000     | 1 564 116  | 2025 | [ 2 ]               |
| 45     | Líbano                             | 80 270                     | 13 721                     | 5 850 000     | 10 452     | 2025 | [ 2 ]               |
| 46     | Tajiquistão                        | 72 810                     | 6 750                      | 10 787 000    | 143 100    | 2025 | [ 2 ]               |
| 47     | Quirguistão                        | 64 010                     | 8 775                      | 7 295 000     | 199 951    | 2025 | [ 2 ]               |
| 48     | Coreia do Norte                    | 58 111                     | 2 187                      | 26 571 000    | 120 538    | 2023 | [ 15 ]              |
| 49     | Brunei                             | 55 950                     | 120 064                    | 466 000       | 5 765      | 2025 | [ 2 ]               |
| 50     | Sinai ( Egito)                     | 41 515                     | 44 159                     | 940 123       | 63 241     | 2021 | [ 16 ] [ 17 ]       |
| 51     | Palestina                          | 31 092                     | 5 562                      | 5 590 000     | 6 220      | 2023 | [ 18 ]              |
| 52     | Butão                              | 20 550                     | 25 784                     | 797 000       | 38 394     | 2025 | [ 2 ]               |
| 53     | Maldivas                           | 19 069                     | 35 980                     | 530 000       | 300        | 2025 | [ 7 ]               |
| 54     | Timor-Leste                        | 6 896                      | 4 860                      | 1 419 000     | 14 874     | 2025 | [ 3 ]               |
| 55     | Ilha Christmas ( Austrália)        | 157                        | 92 544                     | 1 700         | 135        | 2021 | [ 19 ]              |
| 56     | Ilhas Cocos (Keeling) ( Austrália) | 34                         | 56 191                     | 600           | 14         | 2021 | [ 20 ]              |
|        | Ásia                               | 113 996 471                | 23 486                     | 4 853 859 800 | 44 589 991 |      |                     |
|        | PAÍSES TRANSCONTINENTAIS           | PIB por PPC milhões US     | PIB per capita US          | População     | Área       | Ano  | Ref.                |
| TC1    | Rússia                             | 7 687 970                  | 52 603                     | 146 151 000   | 17 083 084 | 2025 | [ 2 ]               |
| TC2    | Indonésia                          | 6 221 970                  | 21 776                     | 285 721 000   | 1 904 569  | 2025 | [ 2 ]               |
| TC3    | Turquia                            | 4 035 290                  | 46 178                     | 87 386 000    | 758 845    | 2025 | [ 2 ]               |
| TC4    | Egito                              | 3 040 440                  | 26 090                     | 116 538 000   | 1 002 450  | 2025 | [ 2 ]               |
| TC5    | Cazaquistão                        | 1 042 480                  | 50 014                     | 20 843 800    | 2 724 900  | 2025 | [ 2 ]               |

★  sem a Nova Guiné Ocidental
▲ sem a Trácia Oriental Turca
◆ sem a parte europeia do Cazaquistão

### Ver Também
- Lista de países e territórios da América do Norte por PIB (PPC)
- Lista de países da América do Sul por PIB (PPC)
- Lista de países da América Central por PIB (PPC)
- Lista de países e territórios do Caribe por PIB (PPC)
- Lista de países e territórios da América Latina e Caribe por PIB (PPC)
- Lista de países da África por PIB (PPC)
- Lista de países e territórios da Oceania por PPC
- Lista de estados soberanos e territórios dependentes na Europa por PIB (PPC)
- Lista de países do Oriente Médio por PIB (PPC)

- Lista de países da Ásia Central por PIB (PPC)
- Lista dos países do sul da Ásia por PIB (PPC)
- Lista dos países do extremo oriente por PIB (PPC)
- Lista dos países do Sudeste Asiático por PIB (PPC)